# Silberg (Kirchhundem)
Silberg ist ein Dorf mit mehr als 400 Einwohnern im Süden der Gemeinde Kirchhundem im Kreis Olpe (Nordrhein-Westfalen).

## Geografie

### Geografische Lage
Silberg liegt im Süderbergland des Rheinischen Schiefergebirges. Es gehört zum Südsauerland, das auch als Olper Land bezeichnet wird, und hierin zum sogenannten Bilsteiner Bergland.
Das Dorf liegt etwa 440 m über NN in einer Senke zwischen den Bergen Hoher Wald (655,4 m) im Südwesten, Wolfshorn (642 m) im Nordwesten, Kophelle (575 m) im Ost-Nordosten und Silberg (546,9 m) im Südosten. Das nach Nordosten offene Silbergtal wird durch den Silberger Bach entwässert, der in seinem Quellgebiet zunächst Dollenbrucher Bach heißt. Die Entwässerung erfolgt zur Olpe hin, die in Kirchhundem in die Hundem mündet.
Im Süden von Silberg befindet sich die Kreisgrenze zum Kreis Siegen-Wittgenstein, die frühere Landesgrenze des Herzogtums Westfalen zur Grafschaft Nassau-Siegen, das sogenannte Kölsche Heck. Dieses beschreibt den hier gemeinsamen Verlauf der Uerdinger und der Benrather Linie, die hier als gemeinsame feste Sprachgrenze den niederdeutschen Sprachraum vom moselfränkisch sprechenden Siegerland trennen.
Südöstlich von Silberg befindet sich der Dollenbruch mit den Naturschutzgebieten Teufelsbruch und Danzeplatz; südlich vom Dorf das Naturschutzgebiet Sellenbruch mit einem umfangreichen Königsfarnvorkommen.

### Nachbarorte
Nachbarorte von Silberg sind Welschen Ennest im Westen, Varste im Nordosten, Brachthausen im Osten und Müsen (Stadt Hilchenbach) im Süden jenseits der Kreisgrenze.

## Geschichte
Das Dorf Silberg dürfte einer jüngeren Siedlungsperiode des Mittelalters zuzurechnen sein. Wahrscheinlich erfolgte die Besiedelung erst nach dem Jahr 1000 n. Chr. Die bisher bekannte älteste Erwähnung des Dorfes stammt von 1383. Sie befindet sich in einem Einkünfteverzeichnis der Pfarrei Helden. Die Heldener Kirche verpachtete Jakob von Seelberg und seiner Ehefrau Gese ihre dortigen Güter. Seit dem 16. Jahrhundert scheint dieses Gut im Besitz der Familie Kellermann gewesen zu sein, die heute noch in Silberg ansässig ist.
1395 wird das Dorf Silberg in der Urkunde genannt, mit der die Gebrüder Pepersack den vierten Teil der Freigrafschaft Hundem an Heidenreich von Heggen und Wilhelm Vogt von Elspe verkaufen. Zu dem Verkauf gehörte auch das Freistuhlgut und der Freistuhl in Silberg mit Wylkin unter der Bercken, Willeckenß Wyff und vier Kindern. Bei dem Freistuhl handelte es sich um eine Gerichtsstätte der in Westfalen üblichen Femegerichtsbarkeit, die seit dem 14. Jahrhundert aufblühte. Vorsitzende der Freistuhlgerichte waren die sogenannten Freigrafen, die vom Stuhlherren bestellt wurden. Zwischen 1395 und 1426 erscheint Johann oder Hans von Selberg als Freigraf von Hundem (Kirchhundem).
Im Schatzungsregister von 1536 werden 14 Hofstellen, in denen von 1543 und 1565 jeweils 16 Hofstellen genannt. Die Güter und ihre Besitzer waren teils Freibauern (frei Bilsteinische Bauern), teils einer adeligen oder kirchlichen Grundherrschaft hörig. Spätestens im 19. Jahrhundert erfolgte die Ablösung der eigenhörigen Güter durch ihre Besitzer.

### Bergbau
Silberg schaut auf eine lange Bergbautradition zurück. Bereits vor dem 17. Jahrhundert wurden Erze aus den umliegenden Bergen gewonnen. Die größten Gruben in der Gegend waren Glanzenberg und Goldberg (I und II), sowie Alwine und Kuhlenberg(erzug) bei Varste.

### Religionen
Im Mittelalter gehörte das Dorf Silberg zur Pfarrei (Kirch-)Hundem. 1655 wurde davon die Pfarrei Kohlhagen abgepfarrt, zu der dann auch das Dorf Silberg gehörte. Die 1784 gestiftete Schulvikarie Silberg war Grundlage für die spätere Trennung der Dörfer Silberg und Varste von der Pfarrei Kohlhagen. Die Errichtung der Pfarrei Silberg/Varste erfolgte 1924. Eine dem hl. Antonius geweihte Kapelle wird für Silberg bereits 1613 erwähnt. 1873 wurde an anderer Stelle eine neue größere Kapelle errichtet. 1968/69 wurde die heutige Silberger Kirche erbaut.
Eine Besonderheit der Silberger Pfarrkirche ist die seit einigen Jahren zur Tradition gewordene Osterkrippe.

### Einwohnerentwicklung
Seit dem 19. Jahrhundert entwickelten sich die Einwohnerzahlen folgendermaßen:
| Jahr | Ew. |
| ---- | --- |
| 1818 | 141 |
| 1867 | 201 |
| 1875 | 213 |
| 1885 | 203 |
| 1895 | 237 |
| 1900 | 265 |
| 1905 | 363 |
| 1910 | 382 |

| Jahr | Ew. |
| ---- | --- |
| 1926 | 374 |
| 1939 | 308 |
| 1950 | 401 |
| 1963 | 379 |
| 1969 | 387 |
| 1980 | 418 |
| 1988 | 432 |
| 2000 | 451 |

| Jahr | Ew. |
| ---- | --- |
| 2006 | 483 |
| 2011 | 462 |
| 2013 | 443 |

## Kultur und Sehenswürdigkeiten

### Museen
Mit der Sammlung von Herbert Severin zur Bergbaugeschichte des Dorfes Silberg besteht ein privates Museum, das zurzeit in einem Raum der Turnhalle des Dorfes untergebracht ist. Das Museum kann nach vorheriger Terminabsprache mit Herrn Severin besichtigt werden.

### Bauwerke
Zwei Gebäude des früheren Hofes Hanses (Schrabben), und zwar das Haupthaus und der als Backhaus genutzte Speicher, sind als Baudenkmäler in die Denkmalliste der Gemeinde Kirchhundem eingetragen. Der Heimat- und Backesverein Silberg e. V. hat den Speicher umfassend renoviert und wurde hierbei durch die NRW-Stiftung finanziell unterstützt. In unregelmäßigen Abständen wird in dem Speicher nach alter bäuerlicher Tradition Brot gebacken. Das Haupthaus ist Eigentum des MiniCartClubs Deutschland e. V. und wird umfassend renoviert. Im Haupthaus soll künftig ein Heimatmuseum mit dem Sammlungsbestand des Ortsheimatpflegers Herbert Severin entstehen.

### Sport
Der TuS Silberg/Varste errichtete von 1995 bis 1997 eine eigene Turnhalle für den Vereinssport. Ein besonderer Verein besteht mit dem MiniCartClub Deutschland e. V., dem ehemaligen BobbyCarClub Deutschland e. V., der seinen Sitz in Silberg hat. Die BobbyCar-Rennen wurden in Silberg erfunden und erfreuen sich mittlerweile in Deutschland wachsender Beliebtheit. Seit der 2011er Saison sind Rutschfahrzeuge jeglicher Hersteller zugelassen.

## Wirtschaft und Infrastruktur
Silberg wurde früher durch Erzbergbau geprägt, der vermutlich bereits seit dem Mittelalter hier betrieben worden ist. Abgebaut wurden Blei-, Kupfer- und Eisenerze. Auf der Grube Glanzenberg bei Silberg setzte 1889 die bedeutendste Betriebsperiode ein, die bis 1909 andauerte, als das Erzmittel erschöpft war. Weitere Schächte waren Goldberg I und Goldberg II, die bis 1905 bzw. 1935 betrieben wurden. Die Aufbereitungsarbeiten über Tage dauerten noch bis in die 1940er Jahre. Verschiedene Gebäude des früheren Schachtes Goldberg II sind erhalten geblieben und wurden nach Beendigung des Bergbaus für andere wirtschaftliche Betriebe genutzt, wie z. B. für die Firma Elektro-Gerätebau Oberderdingen (E.G.O.) oder die Firma Münker, die dort kleinere Brauereianlagen fertigte. Ein größerer Wirtschaftsbetrieb ist heute im Ort die Firma SILIPA, die Lichtpauspapiere herstellt.

### Öffentliche Einrichtungen
Das ehemalige Bergmannsheim der Gewerkschaft Grube Glanzenberg beim Schacht Goldberg II wurde nach dem Zweiten Weltkrieg als Heilstätte für TBC-Erkrankte genutzt. Seit Anfang der 1980er Jahre ist dort das Seniorenheim Bremm’sche Stiftung untergebracht.

### Bildung
Schon um 1700 hat es in Silberg eine Schule gegeben. 1705 wird Petrus Möller aus Wirme als Schulmeister in Silberg genannt. 1764 kam Johannes Arnoldi aus Wenden als Lehrer nach Silberg und Varste. Die schulischen Verhältnisse verbesserten sich nachhaltig durch die 1784 erfolgte Stiftung der Schulvikarie Silberg durch die Jungfer Maria Theresia Nies. Diese wurde erst in den 1870er Jahren infolge des Kulturkampfes zugunsten einer Volksschule aufgelöst. 1882 wurde neben der Kapelle in Silberg ein neues Schulgebäude errichtet. 1909 wurde wegen der stark gestiegenen Kinderzahl eine zweite Lehrerstelle eingerichtet. Aufgelöst wurde die Silberger Volksschule 1967 anlässlich einer umfassenden Schulreform des Landes Nordrhein-Westfalen. Die Schüler und Schülerinnen der Sekundarstufe I des Dorfes besuchen heute die Kath. Grundschule Welschen Ennest oder in Kirchhundem. Weiterführende Schulen befinden sich in Kirchhundem (Sekundarschule) und Lennestadt (Gymnasien).